# Lijst van reuzen in Nederland
Dit is een lijst van reuzen in Nederland. De stadsreuzen en dorpsreuzen zijn folkloristische wezens die meer dan eenmalig en (ook) buiten de carnavalsperiode aanwezig zijn bij activiteiten, waaronder reuzenstoeten.

## Lijst
| Afbeelding                          | Naam                                | Aantal | Woonplaats     | Provincie     | Noten                                                                                                   | Bronnen                            |
| ----------------------------------- | ----------------------------------- | ------ | -------------- | ------------- | --- | ---------------------------------- |
| Boel en Nölle                       | Boel en Nölle                       | 2      | Aarle-Rixtel   | Noord-Brabant | | [ 1 ] [ 2 ]                        |
| Ansjovion                           | Ansjovion                           | 1      | Bergen op Zoom | Noord-Brabant | | [ 3 ] [ 4 ] [ 5 ]                  |
| Aspergilda                          | Aspergilda                          | 1      | Bergen op Zoom | Noord-Brabant | | [ 3 ] [ 4 ] [ 5 ]                  |
| Fraise                              | Fraise                              | 1      | Bergen op Zoom | Noord-Brabant | kinderreus                                                                                              | [ 6 ] [ 5 ]                        |
| Trui van de Toren                   | Trui van de Toren                   | 1      | Bergen op Zoom | Noord-Brabant | | [ 7 ] [ 8 ]                        |
| Jan metten Lippen                   | Jan metten Lippen                   | 1      | Bergen op Zoom | Noord-Brabant | | [ 7 ] [ 8 ]                        |
| Toontje                             | Toontje                             | 1      | Bergen op Zoom | Noord-Brabant | kinderreus                                                                                              | [ 7 ] [ 8 ]                        |
| Marieke                             | Marieke                             | 1      | Bergen op Zoom | Noord-Brabant | kinderreus                                                                                              | [ 7 ] [ 8 ]                        |
|                                     | Caecilia/Sint Willibrordus          | 1      | Berkel-Enschot | Noord-Brabant | inactief                                                                                                | [ 9 ] [ 10 ] [ 11 ]                |
| Jas de Keistamper                   | Jas de Keistamper                   | 1      | Boxtel         | Noord-Brabant | vriendin: Hanne mî de Moor                                                                              | [ 12 ] [ 13 ] [ 14 ] [ 15 ]        |
| Gullemoei                           | Gullemoei                           | 1      | Gilze          | Noord-Brabant | | [ 16 ] [ 17 ]                      |
| Johanna Abcovia                     | Johanna Abcovia                     | 1      | Goirle         | Noord-Brabant | | [ 18 ] [ 19 ]                      |
| Arioneke ùt Haoren                  | Arioneke ùt Haoren                  | 1      | Haaren         | Noord-Brabant | | [ 20 ] [ 21 ]                      |
| Lucius                              | Lucius                              | 1      | Heerlen        | Limburg       | | [ 22 ] [ 23 ]                      |
| Amaka                               | Amaka                               | 1      | Heerlen        | Limburg       | | [ 24 ] [ 25 ] [ 26 ]               |
| Heukelomse Mie                      | Heukelomse Mie                      | 1      | Heukelom       | Noord-Brabant | | [ 20 ] [ 21 ]                      |
|                                     | Hildewaris                          | 1      | Hilvarenbeek   | Noord-Brabant | inactief                                                                                                | [ 27 ] [ 28 ] [ 29 ] [ 30 ]        |
|                                     | Maximiliaan                         | 1      | Hulst          | Zeeland       | inactief                                                                                                | [ 31 ] [ 32 ] [ 33 ]               |
|                                     | Greate Pier                         | 1      | Kimswerd       | Friesland     | inactief                                                                                                | [ 28 ]                             |
| Hanne mî de Moor                    | Hanne mî de Moor                    | 1      | Liempde        | Noord-Brabant | vriend: Jas de Keistamper                                                                               | [ 12 ] [ 34 ] [ 15 ]               |
| Sint Martinus                       | Sint Martinus                       | 1      | Losser         | Overijssel    | | [ 35 ] [ 36 ] [ 37 ]               |
| Gigantius                           | Gigantius                           | 1      | Maastricht     | Limburg       | is petekind van Don Christoph De Langeman uit Hasselt, heeft zelf als petekind D'n Ingel vaan Mestreech | [ 38 ]                             |
| D'n Ingel vaan Mestreech            | D'n Ingel vaan Mestreech            | 1      | Maastricht     | Limburg       | petekind van Gigantius                                                                                  | [ 39 ] [ 40 ] [ 41 ]               |
| Pieke Dassen                        | Pieke Dassen                        | 1      | Maastricht     | Limburg       | Gigantius is peter en D'n Ingel vaan Mestreech is meter                                                 | [ 42 ] [ 43 ] [ 44 ] [ 45 ] [ 46 ] |
| Mestreechter Govies                 | Mestreechter Govies                 | 2      | Maastricht     | Limburg       | | [ 28 ] [ 47 ]                      |
| Gèèselse Ermelindis                 | Gèèselse Ermelindis                 | 1      | Moergestel     | Noord-Brabant | | [ 20 ] [ 21 ]                      |
| Peer Paorel                         | Peer Paorel                         | 1      | Oisterwijk     | Noord-Brabant | | [ 20 ] [ 21 ]                      |
| Hendrikje het monster van de vennen | Hendrikje het monster van de vennen | 1      | Oisterwijk     | Noord-Brabant | kinderreus                                                                                              | [ 20 ] [ 21 ]                      |
| Toon mee ’t vèèreke                 | Toon mee ’t vèèreke                 | 1      | Riel           | Noord-Brabant | | [ 18 ] [ 48 ]                      |
| Sjtuf                               | Sjtuf                               | 1      | Roermond       | Limburg       | | [ 49 ] [ 50 ]                      |
|                                     | Jantje van Sluis                    | 1      | Sluis          | Zeeland       | | [ 51 ] [ 52 ] [ 53 ]               |
|                                     | Dikke van Dale                      | 1      | Sluis          | Zeeland       | | [ 51 ] [ 52 ] [ 53 ]               |
|                                     | Philips de Goede                    | 1      | Sluis          | Zeeland       | | [ 51 ] [ 52 ] [ 53 ]               |
|                                     | Fraans Krèùk                        | 1      | Tilburg        | Noord-Brabant | inactief                                                                                                | [ 9 ] [ 10 ] [ 11 ]                |
|                                     | Koosje en Koosje                    | 2      | Tilburg        | Noord-Brabant | inactief, kinderreuzen                                                                                  | [ 9 ] [ 54 ]                       |
|                                     | Udenhoudse Broeder                  | 1      | Udenhout       | Noord-Brabant | inactief                                                                                                | [ 9 ] [ 10 ] [ 11 ]                |
| Valuas en Guntrund                  | Valuas en Guntrund                  | 2      | Venlo          | Limburg       | | [ 28 ] [ 55 ]                      |
|                                     | Peer Pap                            | 1      | Wouw           | Noord-Brabant | inactief                                                                                                | [ 28 ] [ 56 ]                      |

## Kaart
Reuzen in Nederland naar woonplaats. Grijs is inactief.